# トライバル・テック
トライバル・テック（Tribal Tech）は、1984年にギタリストのスコット・ヘンダーソンとベース奏者のゲイリー・ウィリスによって最初に結成されたプログレッシブ・フュージョン・バンドである。1993年以降、バンドにはキーボードのスコット・キンゼイとドラムのカーク・コヴィントンが参加し、ブルース、ジャズ、ロックの境界を広げる9枚のアルバムを制作した。バンドは2000年代のアルバム『ロケット・サイエンス』のリリース後に解散し、メンバーはそれぞれソロ・キャリアを追求した。ただし、2012年にもう1枚のアルバム『テン』をリリースするために再編成された。

## メンバー
- スコット・ヘンダーソン (Scott Henderson) - ギター
- ゲイリー・ウィリス (Gary Willis) - ベース
- スコット・キンゼイ (Scott Kinsey) - キーボード
- カーク・コヴィントン (Kirk Covington) - ドラム

## ディスコグラフィ

### アルバム
- 『スピアーズ』 - Spears (1985年)
- 『Dr. Hee』 - Dr. Hee (1987年)
- 『ノーマッド』 - Nomad (1990年)
- 『トライバル・テック』 - Tribal Tech  (1991年)
- 『イリシット』 - Illicit (1992年)
- 『フェイス・ファースト』 - Face First (1993年)
- 『プライマル・トラックス』 - Primal Tracks (1994年)
- 『リアリティ・チェック』 - Reality Check (1995年)
- 『シック』 - Thick (1999年)
- 『ロケット・サイエンス』 - Rocket Science (2000年)
- 『テン』 - X (2012年)